# Naraling
Naraling är en ort i Australien. Den ligger i kommunen Chapman Valley och delstaten Western Australia, omkring 410 kilometer norr om delstatshuvudstaden Perth. Antalet invånare är 273.
Trakten runt Naraling är nära nog obefolkad, med mindre än två invånare per kvadratkilometer.. Närmaste större samhälle är Northampton, omkring 20 kilometer väster om Naraling. 
Trakten runt Naraling består till största delen av jordbruksmark. Genomsnittlig årsnederbörd är 302 millimeter. Den regnigaste månaden är juni, med i genomsnitt 55 mm nederbörd, och den torraste är februari, med 4 mm nederbörd.